# القاسب (الطيال)

تعديل مصدري - تعديل

القاسب هي إحدى قرى عزلة بني سحام بمديرية الطيال التابعة لمحافظة صنعاء، بلغ تعداد سكانها 348 نسمة حسب تعداد اليمن لعام 2004.